# NGC 4558
NGC 4558 est une galaxie lenticulaire située dans la constellation de la Chevelure de Bérénice. Sa vitesse par rapport au fond diffus cosmologique est de 8 091 ± 20 km/s, ce qui correspond à une distance de Hubble de 119,3 ± 8,4 Mpc (∼389 millions d'al). NGC 4558 a été découverte par l'astronome britannique John Herschel en 1827.
À ce jour, une mesure non basée sur le décalage vers le rouge (redshift) donne une distance d'environ 110,000 Mpc (∼359 millions d'al). Cette valeur est tout juste à l'extérieur des valeurs de la distance de Hubble. Notons cependant que c'est avec la valeur moyenne des mesures indépendantes, lorsqu'elles existent, que la base de données NASA/IPAC calcule le diamètre d'une galaxie et qu'en conséquence le diamètre de NGC 4558 pourrait être d'environ 34,2 kpc (∼112 000 al) si on utilisait la distance de Hubble pour le calculer.